# Battaglia e Miseferi
Giacomo Battaglia (Reggio Calabria, 27 gennaio 1965 – Cinquefrondi, 1º aprile 2019) e 
Luigi Miseferi (Reggio Calabria, 30 aprile 1966) è stato un duo comico cabarettistico italiano.

## Storia del duo
Conosciutisi casualmente a Reggio Calabria grazie ad amici comuni, iniziano il loro sodalizio artistico a metà degli anni ottanta con una serie di fortunate trasmissioni radiofoniche su delle emittenti locali.
Nel 1990 partecipano alla trasmissione delle reti RAI Stasera mi butto, riservata a giovani comici emergenti, dove vengono notati da Pier Francesco Pingitore, che li scrittura per lo spettacolo Troppa Trippa della Compagnia del Teatro Bagaglino.
Da allora diventano membri stabili della Compagnia del Teatro Bagaglino, dando vita a sketch comici e imitazioni fra le quali ricordiamo quella di Sandro Ciotti e Bruno Vespa.
Tifosi sfegatati della Reggina, spesso sono stati ospiti della trasmissione RAI Quelli che il calcio in qualità di inviati per le partite della formazione amaranto.
Nel 2013 Battaglia prese parte al programma Comunity - L'altra Italia per Rai Italia, condotto da Benedetta Rinaldi, nella puntata dedicata alla Calabria, presentando il suo libro Racconti in Amaranto (Falzea Editore).
Nel gennaio del 2018 a Giacomo Battaglia venne diagnosticata una grave malattia che però non gli impedí di continuare a lavorare. Il 26 giugno, al termine di uno spettacolo teatrale con Pippo Franco, venne colpito da un ictus e ricoverato alla clinica Villa Elisa di Cinquefrondi, dove è morto senza mai riprendere conoscenza il 1º aprile 2019 ponendo fine alla collaborazione artistica del duo.

## Televisione
- 1990 - Rai 2 - Stasera mi butto
- 1991 - Rai 2 - L'università della risata
- 1991 - Raiuno - Creme Caramel
- 1992 - Raiuno - Creme Caramel 2
- 1993 - Raiuno - Saluti e baci
- 1994 - Raiuno - Bucce di banana
- 1994 - TMC - Galagoal
- 1995 - Canale 5 - Champagne
- 1996 - Canale 5 - Rose rosse
- 1996 - TMC - Aria fresca
- 1996 - Raiuno - Più sani e più belli
- 1996 - Raiuno - Su le mani
- 1997 - Canale 5 - Viva l'Italia
- 1998 - Canale 5 - Gran Caffè
- 1999 - Canale 5 - Fiction Villa Ada
- 2000 - Canale 5 - Bufffoni
- 2000 - Raiuno - Ci vediamo su Raiuno
- 2001 - Canale 5 - Saloon
- 2001 - Rai International - Brava gente
- 2002 - Canale 5 - Marameo
- 2002 - Raiuno - La Lunga Notte Rossa (Speciale Gp Formula 1 Ferrari)
- 2002 - Raiuno - Premio Barocco
- 2002 - Rai International - La grande giostra dei gol
- 2002 - Rai 2 - Italia-Argentina, 13000 km di solidarietà
- 2003 - Canale 5 - Miconsenta
- 2003 - Raiuno - La notte delle sirene
- 2003 - Rai 2 - Un disco per l'estate
- 2003 - Rai International - La grande giostra dei gol
- 2004 - Canale 5 - Barbecue
- 2004 - Raitre - 26º Girofestival
- 2005 - Canale 5 - Tele-Faidate
- 2005 - Rai International - La regata di Ulisse
- 2005 - Rai 2 - Ma che sera...ta, Premio Alighiero Noschese
- 2006 - Canale 5 - Torte in faccia
- 2007 - Canale 5 - E io pago!
- 2008 - Canale 5 - Gabbia di matti
- 2009 - Canale 5 - Bellissima-Cabaret anticrisi
- 2010 - Raiuno - Voglia di Aria Fresca
- 2010 - Rai 2 - La giostra sul 2
- 2011 - Raiuno - Miss Italia nel Mondo
- 2011 - Raiuno - Premio Persefone

## Teatro
- 1990 - Troppa Trippa
- 1991 - Creme Cabaret
- 1991 - Patapumfete
- 1992 - Passata La Festa
- 1992 - Tangent Instinct
- 1993 - Jurassic Pac (Autori, registi e interpreti)
- 1996 - Buon Pro Vi Faccia (Autori, interpreti e registi)
- 1997 - Le nuvole di Aristofane
- 1997 - Bertoldo Bertoldino E Bertinotti
- 1998 - Mediterroni (Autori, interpreti e registi)
- 1998 - Viaggio Mediterraneo (Autori, interpreti e registi)
- 2000 - Informazione Gratuita (Autori ed interpreti)
- 2001 - Grandi Fratelli (Autori ed interpreti)
- 2002 - I Telebani (Autori, interpreti e registi)
- 2003 - Spasso Carrabile, 1° Rassegna di Cabaret Città Di Reggio Calabria (Autori, conduttori e direttori artistici)
- 2004 - Emigranti di Sławomir Mrożek, regia di Geppy Gleijeses
- 2017 - Brancaleone e la sua armata di Pippo Franco, regia di Giacomo Zito

## Filmografia
- Gole ruggenti, regia di Pier Francesco Pingitore (1992)
- Liberarsi - Figli di una rivoluzione minore, regia di Salvatore Romano (2007)
- Quel che resta, regia di Laszlo Barbo (2010)
- La moglie del sarto, regia di Massimo Scaglione (2012)
- Il giudice meschino, regia di Carlo Carlei (2014)